# Odder Gymnasium
Odder Gymnasium er et gymnasium beliggende i Odder.
Amtsgymnasiet i Odder er opført i perioden 1979-81 og den første årgang dimitteredes i juni 1982.
Årgange har 5-6 klasser. Gymnasiet blev selvstyrende fra 1. januar 2008.
| Skole | Spire Denne artikel om en skole, en uddannelsesinstitution eller uddannelse er en spire som bør udbygges. Du er velkommen til at hjælpe Wikipedia ved at udvide den. |

55°58′19.7″N 10°10′5.6″Ø / 55.972139°N 10.168222°Ø